# Заттельдорф
Заттельдорф (нім. Satteldorf) — громада в Німеччині, знаходиться в землі Баден-Вюртемберг. Підпорядковується адміністративному округу Штутгарт. Входить до складу району Швебіш-Галль.
Площа — 46,21 км2. Населення становить 5627 ос. (станом на 31 грудня 2020).